# 닌투

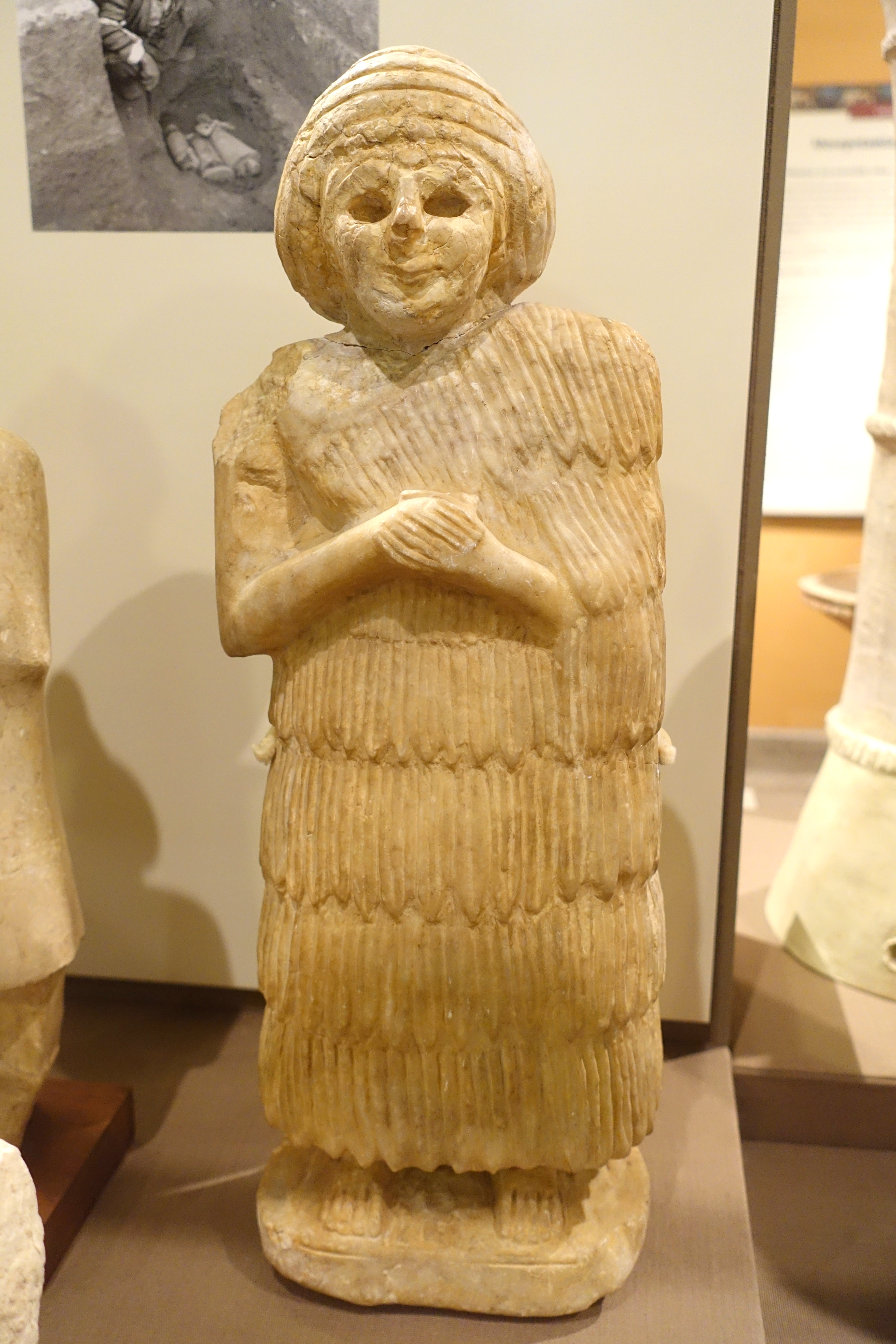
닌투의 신전에서 발견된 기도하는 여인의 석고상. 기원전 2600~2500년에 만들어진 것으로 추정되된다.

닌투, 또는 마미는 바빌로니아 서사기 아트라하시스 및 메소포타미아 창세 신화 다수에서 언급되는 여신이다.
닌후르사그와 같은 여신이며, 인간 창조 신화의 주역이다. 마미로 등장하는 신화에서는 진흙에 피를 섞어 인간을 창조했고 닌투로 나타나는 신화에서는 태고의 진흙에서 진흙 조각 열 네 개를 뽑아 신성한 자궁을 만들어 인간을 만들어냈다. 이 신화에서 닌투는 진흙 조각 일곱 개를 오른편에, 나머지 일곱 개를 왼편에 두고 가운데에 벽돌을 놓았고, 이렇게 만들어진 자궁에서 인간 일곱 쌍이 태어났다.
다른 신화에서는 엔키의 제안으로 신들 중 하나를 죽여 얻은 피와 살점을 진흙과 섞어 인간을 창조한 벨레트 일리(신들의 여주인)로 등장한다.
마마, 맘미툼 등으로도 알려져 있다.